# پرواز در شب
پرواز در شب فیلمی به کارگردانی و نویسندگی رسول ملاقلی‌پور محصول سال ۱۳۶۵ است.

## خلاصه داستان
یک گردان نیروهای ایران در محاصره قرار می‌گیرد و ارتباط آن با قرارگاه مرکزی قطع می‌شود چهار نفر از رزمندگان گردان انتخاب می‌شوند تا برای درخواست کمک خود را به قرارگاه برسانند از آن میان سه تن کشته می‌شوند و یکی خود را به قرارگاه می‌رساند. فرمانده گردان نیز برای تهیه آب آشامیدنی سربازان زخمی، محاصره دشمن را می‌شکند، اما کشته می‌شود. قوای کمکی سر می‌رسد و پس از مقابله با دشمن بقیه افراد گردان را نجات می‌دهد

## بازیگران
- فرج الله سلحشور
- علی یعقوب زاده
- تاج بخش قنائیان
- جعفر دهقان
- مصطفی لاجوردی
- جواد هاشمی

## جوایز
- لوح زرین بهترین فیلم برگزیده (رسول ملاقلی‌پور) از پنجمین جشنواره فیلم فجر
- لوح زرین بهترین جلوه‌های ویژه (علی رستگار) از پنجمین جشنواره فیلم فجر
- کاندیدای بهترین موسیقی متن (محمدرضا علیقلی) از پنجمین جشنواره فیلم فجر
- کاندیدای بهترین فیلمنامه (رسول ملاقلی‌پور) از پنجمین جشنواره فیلم فجر